# 加布島
加布島是蘇格蘭的島嶼，位於大西洋海域，屬於外赫布里底群島的一部分，面積1.43平方公里，最高點海拔高度160米，島上無人居住。
57°54′N 6°22′W / 57.900°N 6.367°W